# L'uragano (film 1925)
L'uragano (That Royle Girl) è un film del 1925 diretto da D.W. Griffith.
Il film è attualmente considerato perduto.

## Trama
Joan Royle, bella ma ingenua modella nata nei bassifondi, si innamora di Fred Ketlar, il capo di un'orchestra da ballo. Quando la moglie di Fred, Adele, viene assassinata, Fred viene arrestato e condannato per il delitto. Joan crede che il vero assassino sia Baretta, un gangster che aveva Adele come sua amante.

## Produzione
Il film, prodotto dalla Paramount, stentò a iniziare a causa della rinuncia di diversi registi. Griffith stesso inizialmente ne rifiutò la direzione, ma Adolph Zukor e Jesse L. Lasky insistettero e lo convinsero.

## Luoghi delle riprese
Gli interni vennero girati negli studi Paramount di New York, mentre gli esterni in varie zone di Chicago.